# Élisabeth Gallat-Morin
Élisabeth Gallat-Morin, née le 9 février 1932 à Paris, est une claveciniste et une musicologue canadienne d'origine française.

## Biographie
Née Gallat, elle étudie à Montréal de 1948 à 1950. Elle rentre ensuite en France pour se joindre au personnel administratif du Grand quartier général des puissances alliées. Elle revient pour de bon à Montréal en 1955. Elle entreprend des études musicales à l'Université de Montréal à partir de 1965. Elle perfectionne sa pratique du clavecin auprès de John Grew. Elle développe bientôt un intérêt pour la pratique musicale en Nouvelle-France. 
En 1978, elle fait la découverte d'un manuscrit de 540 pages consacré à la musique pour orgue. Le manuscrit est depuis connu sous le nom de Livre d'Orgue de Montréal et a fait l'objet de plusieurs enregistrements. Elle consacre sa thèse de doctorat à cette découverte, thèse qui est publiée en 1988. En 1993, elle publie une biographie du propriétaire du manuscrit, Jean Girard, un religieux qui l'avait apporté avec lui en 1724. En 2003, elle coécrit un livre portant sur la vie musicale sous le régime français qui remporte un prix Opus. Elle collabore fréquemment à des enregistrements de ce répertoire.
Elle est l'épouse de l'homme politique Jacques-Yvan Morin.

## Publications
- Essai de stylistique comparée, 2 vol. (Montréal 1979).

- Élisabeth Gallat-Morin et Antoine Bouchard, Témoins de la vie musicale en Nouvelle-France, catalogue d'une exposition (Québec 1981).

- « Jean Girard : premier musicien professionnel de Montréal? », Cahiers de l'ARMuQ, 3 (juin 1984).

- Élisabeth Gallat-Morin et Kenneth Gilbert, Livre d'orgue de Montréal, éd. critique, 3 vol. (Ostiguy 1985, 1987, 1988).

- Un manuscrit de musique française classique - Étude critique et historique - Le Livre d'orgue de Montréal (Montréal, Paris 1988).

- « Quelle réjouissance! Un manuscrit de cantiques de Noël à Montréal au XVIIIe siècle », Journal de musique ancienne, XI (hiver 1989-90).
- Jean Girard, musicien en Nouvelle-France, Bourges 1696 - Montréal 1765, Éditions Septentrion, Québec, 1993, 352 p.,  (ISBN 9782921114875)

- « Une nouvelle découverte à Montréal dans la bibliothèque musicale de Jean Girard : des œuvres vocales rares de Le Bègue, Bacilly et DuMont », Revue de musique des universités canadiennes, XVII, no 2 (1997).

- « Une bibliothèque de musique vocale retrouvée. Un petit-neveu de Delalande en Nouvelle-France », L'art vocal en France aux XVIIe et XVIIIe siècles, XXIX (1998).

- La vie musicale en Nouvelle-France (avec Jean-Pierre Pinson), Éditions Septentrion, Québec 2003, 580 p., (ISBN 9782894483503).

## Sources
- François Bourgouin, « Élizabeth Gallat-Morin », sur L'Encyclopédie canadienne, 2014.
- Jean-Philippe Després, « Élisabeth Gallat-Morin. 2012. L’orgue de 1753 renaît de ses cendres », Revue canadienne de musique, Volume 34, numéro 1-2,‎ 2014, p. 190-194 (lire en ligne).
- « Les idées heureuses » (consulté le 2 mai 2022).